# Wina gruzińskie

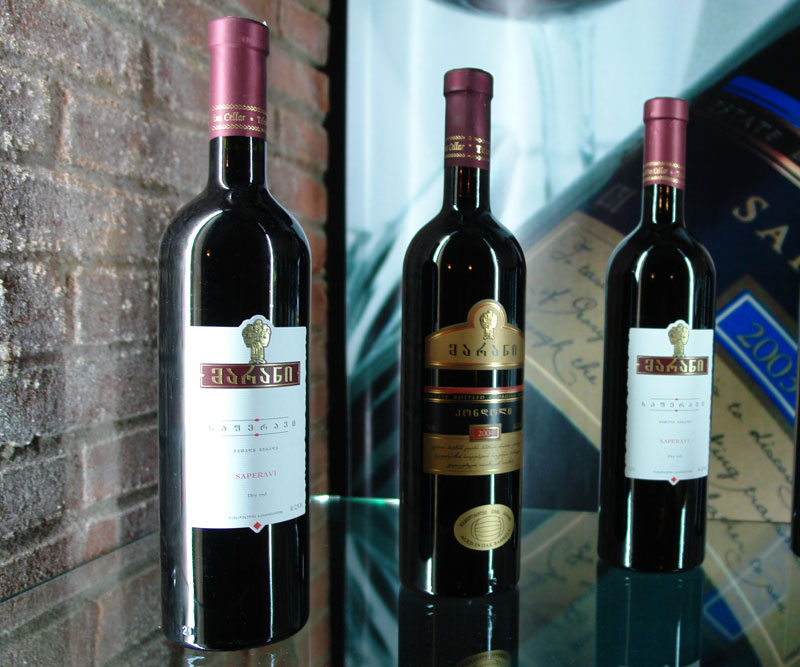
Wina gruzińskie

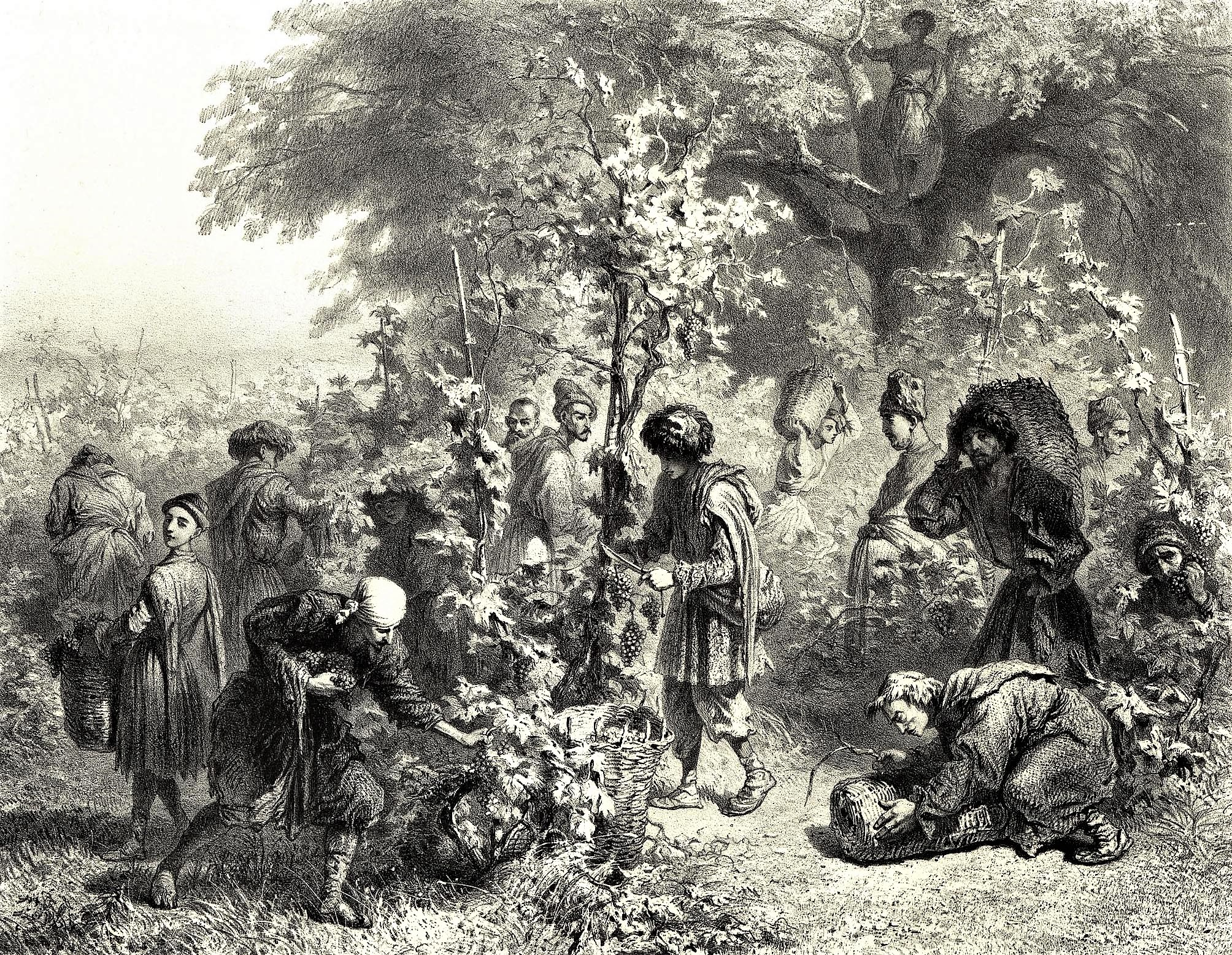
Winobranie w Kachetii, XIX w.

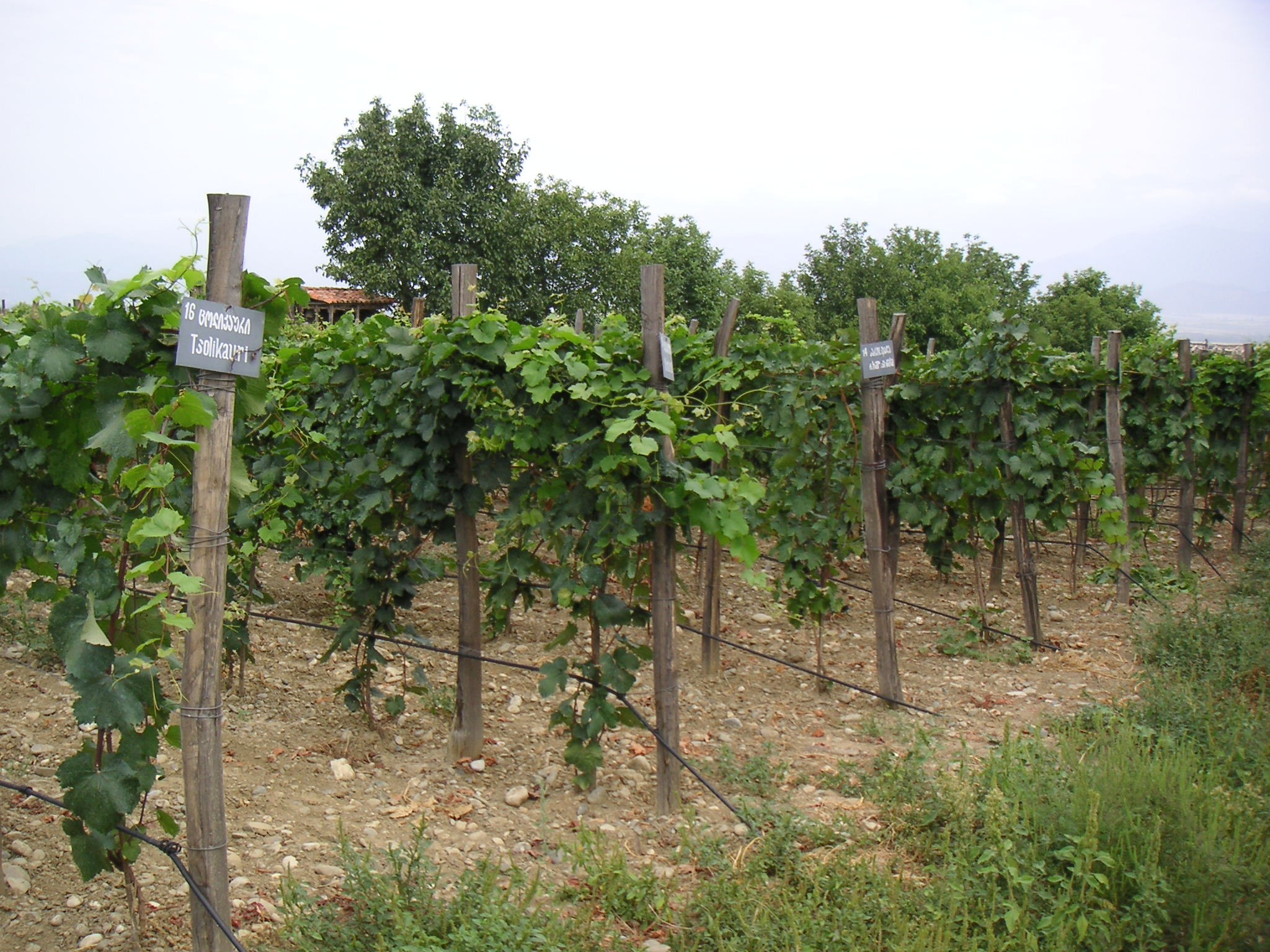
Gruzińska winnica, winorośl szczepu Tsolikauri

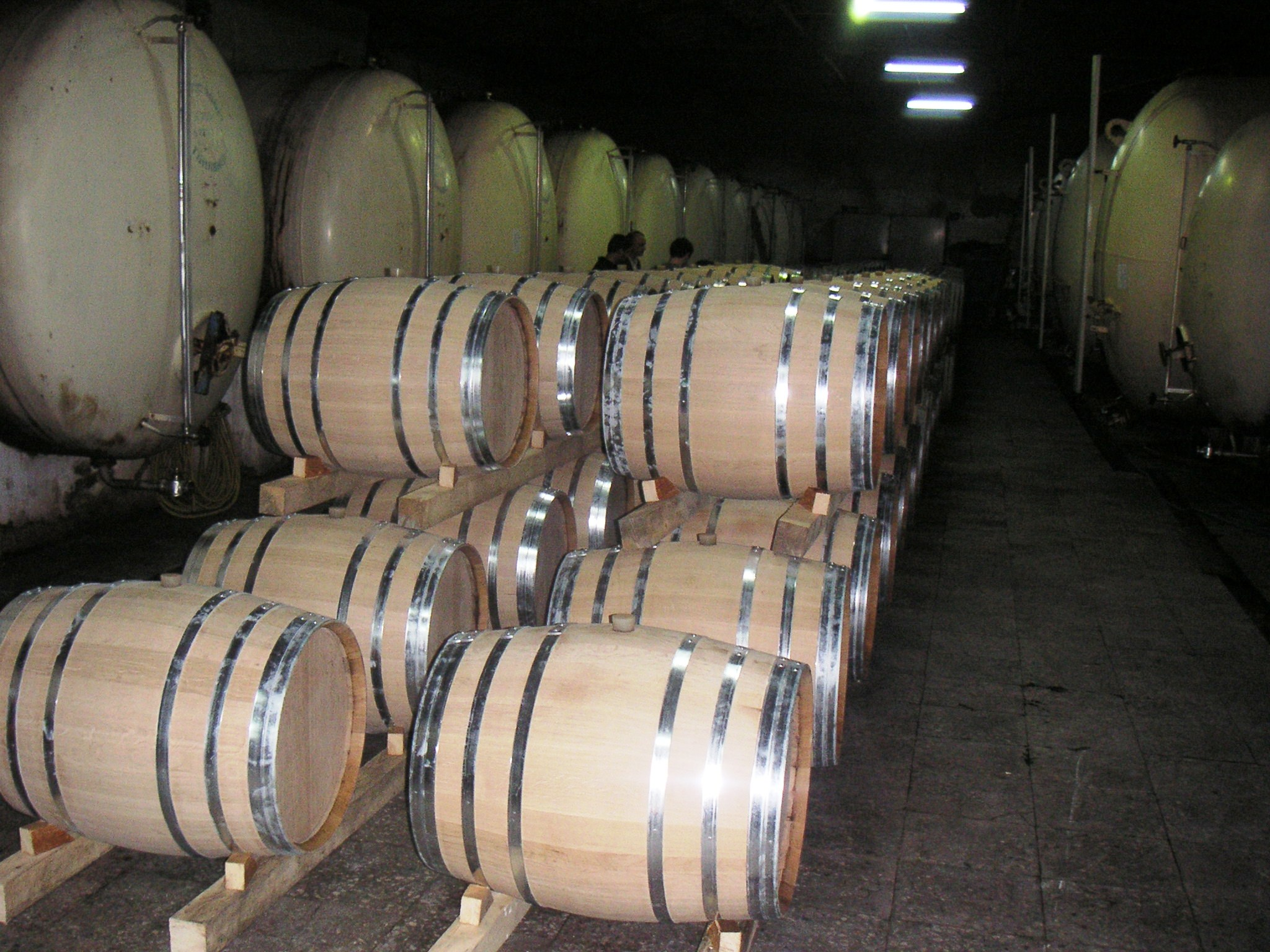
Kadzie i beczki z winem w Gruzji (Tblilvino)

Wina gruzińskie – wina produkowane w Gruzji, która jest najstarszym regionem winiarskim na świecie.

## Historia
Wino produkuje się na terenie dzisiejszej Gruzji od ok. 8 tys. lat. Na tyle ocenia się wiek najstarszych kwewri – dużych (do kilkuset litrów) glinianych naczyń stosowanych do wyrobu tego napoju. Są one napełniane winogronami i zakopywane w ziemi, gdzie dzięki drożdżom obecnym na owocach przebiega fermentacja aż do całkowitego wyczerpania cukrów. Wówczas kwewri zamyka się i pozostawia na kilka lat do dojrzewania. Uzyskane wino jest wytrawne i nieco utlenione przez dostęp powietrza. Tą tradycyjną metodą na początku XXI w. wytwarzano ok. 1–2% wina w Gruzji.

## Regiony winiarskie
W Gruzji istnieje pięć głównych regionów winiarskich, na czele z Kachetią, gdzie rośnie 70% wszystkich winogron Gruzji (ok. 32 tys. ha). Jednak w przypadku win wyższej jakości ważny staje się podział na mikroregiony, zwane też apelacjami. Mikroregion to stosunkowo niewielki obszar, ograniczony do kilku lub jednej miejscowości. Spośród kilkudziesięciu tradycyjnych apelacji, osiemnaście zostało dotychczas oficjalnie uznanych.
- Kachetia – największy i najważniejszy region winiarski w Gruzji, położony na wschód od Tbilisi. W Kachetii wyróżnia się 25 mikroregionów, w tym 14 ma status uznanych apelacji.
- Kartlia – powierzchnia upraw ok. 2,5 tys. ha, jedyna uznana apelacja to Ateni słynąca z win musujących atenuri.
- Imeretia – drugi pod względem wielkości upraw region winiarski w Gruzji (ok. 9 tys. ha). Znajduje się tu tylko jedna uznana apelacja – Swiri (Sviri) dla białych win wytrawnych.
- Racza-Leczchumi i Dolna Swanetia – drugi pod względem prestiżu region uprawny, mimo niewielkiej powierzchni (ok. 1,7 tys. ha). Winnice na stromych zboczach muszą być uprawiane niemal wyłącznie ręcznie. Apelacje Khvanchkara i Tvishi.
- Wybrzeże Czarnomorskie (ang. Black Sea Coast) – region formalnie tworzony przez uprawy w subtropikalnej strefie nadmorskiej: Megrelia (ok. 800 ha), Guria (ok. 300 ha), Adżaria (ok. 50 ha winnic) i separatystyczna Abchazja[2].

## Odmiany winorośli
W Gruzji udało się uniknąć komercyjnego nasadzania gatunków międzynarodowych. Według różnych szacunków jest tu od 50 do 500 odmian winorośli, z czego komercyjnie zarejestrowanych jest 38. Dwa najważniejsze szczepy to Rkatsiteli i Saperavi.
- Rkatsiteli (białe) – trzecie miejsce na świecie pod względem łącznej powierzchni uprawy. Najważniejszy szczep w produkcji gruzińskich białych win. Rkatsiteli jest zbierana od połowy września do początku października. W najbardziej ekskluzywnych wydaniach wydajność wynosi 6-8 ton/ha. Używana jest także do wyrobu win wzmacnianych i lodowych.
- Saperavi (czerwone) – najważniejszy szczep w produkcji gruzińskich czerwonych win, nazwa oznacza "barwnik" lub "kolor". Jagody mają granatową skórę i sok delikatnie zabarwiony na czerwono. Klasycznie zaczyna osiągać dojrzałość w połowie września, zbiory trwają do końca października[3].
- Mtsvani, Mtsvane (białe) – często mieszana z Rkatsiteli, do którego dodaje owocowy smak. "Mtsvane" w języku gruzińskim oznacza "zielony".
- Alexandrouli, Alexandreuli, Alexsandrouli (czerwone)
- Alexandria
- Tsolikauri (białe)
- Tetra (białe)
- Mujuretuli (czerwone)
- Ojaleshi (czerwone)
- Usakhelauri (czerwone)
- Izabela (czerwone)
- Tavkveri (czerwone)
- Asuretuli (czerwone)
- Cabernet sauvignon (czerwone)
- Aladasturi (czerwone)
- Tsitska (białe)
- Chichwi (białe)
- Dzvelshava
- Krakhuna

## Odmiany wina

### Wina białe
- Pirosmani – półsłodkie wino będące mieszanką dwóch gatunków winogron: 40% Tsolikauri i 60% Tsitska.
- Tsinandali – połączenie winogron Rkatsiteli i Mtsvane z mikroregionów Telavi oraz Kvareli.
- Tvishi – naturalne półsłodkie wino, wytwarzane z winogron Tsolikauri w regionie Lechkhumi.
- Mtsvani – wytrawne wino z winogron odmiany Mtsvani.
- Alaznis Veli – półsłodkie wino koloru słomkowego, wytwarzane z winogron Rkatsiteii, Tetra, Tsolikauri i innych. Zawiera 9-11% alkoholu i 6-7% kwasowości.
- Anakopia – półwytrawne wino stołowe wytwarzane z winogron Tsolikauri rosnących w dwóch dystryktach Abchazji: Suchumi i Gudauta. Jest koloru ciemnosłomkowego, zawartość alkoholu 9-11%, cukru 1-2 g/100 ml, kwasowość 5-8 g/l. Produkowane od 1978.
- Tbilisuri – różowe, półwytrawne wino o bogatym, owocowym smaku, wytwarzane od 1984 roku. Produkowane z winogron Saperavi, Cabernet oraz Rkatsiteli, uprawianych we wschodniej Gruzji. Zawartość alkoholu 9-11.5%, cukru 1-2%, kwasowość 5-7 g/l.
- Khikkhvi – wino deserowe o delikatnym smaku i bursztynowym kolorze, wytwarzane z odmiany chichwi rosnącej w Kardanakhi. Zawartość alkoholu 15%, cukru 18-20%, kwasowość 4-8 g/1. Wino jest produkowane od 1924.
- Saamo – słodkie wino deserowe o złotym kolorze i miodowym smaku, dojrzewające przez trzy lata. Zawiera 17% alkoholu, 13% cukru i ma kwasowość na poziomie 4-6 g/1. Jest wytwarzane od 1980 roku, ze szczepu Rkatsiteli.
- Gelati – wino wytrawne ze szczepów Tsolikauri, Tsitska i Krakhuna. Alkohol 10.0-12.5%, kwasowość 5-8%.
- Kakheti – wino stołowe wytwarzane od 1948 z winogron Rkatsiteli i Mtsvane.
- Bodbe
- Dimi
- Gareji
- Ereti
- Shuamta – wytrawne wino produkowane od 1984 roku.
- Alzani

### Wina czerwone
- Akhasheni – wino półsłodkie koloru ciemnogranatowego z czekoladowym posmakiem. Jest produkowane od 1958 roku, powstaje z winogron Saperavi rosnących w Akhasheni, w regionie Gurdzhaani (Kachetia).  Zawartość alkoholu to 10.5-12.0%, cukru 3-5%, kwasowość 5-7%.
- Khvanchkara – półsłodkie wino wytwarzane z winogron Alexandria i Mudzhuretuli w winnicach w zachodniej Gruzji. Posiada wyczuwalny malinowy smak, jest koloru ciemnorubinowego. Jest to jedno z najbardziej popularnych gruzińskich win półsłodkich. Zawiera 10.5-12.0% alkoholu, 3-5% cukru i ma kwasowość na poziomie 5.0-7.0%. Wino Khvanchkara jest wytwarzane od 1907.
- Kindzmarauli – wysokiej jakości wino półsłodkie koloru ciemnorubinowego. Wytwarzane z winogron gatunku Saperavi uprawianych w rejonie Kachetia. Zawiera 10.5-12.0% alkoholu, 3-5% cukru i 5.0-7.0% kwasowości. Jest produkowane od 1942 roku.
- Mukuzani – wino wytrawne wytwarzane w 100% z winogron Saperavi w Kachetii. Dojrzewa przez 3 lata w dębowych beczkach. Mukuzani jest uważane za najlepsze gruzińskie wino wytrawne z winogron Saperavi.
- Napareuli
- Ojaleshi
- Pirosmani
- Saperavi – wino z winogron odmiany Saperavi uprawianych w Kachetii. Zawartość alkoholu to 10.5-12.5%, kwasowość 5-7%. Produkowane od 1886 roku.
- Usakhelauri
- Apsny
- Lykhny
- Mtatsminda
- Aguna – różowe, półwytrawne wino produkowane od 1984. Jest wytwarzane z winogron Saperavi, Cabernet i Rkatsiteli rosnących we wschodniej Gruzji. Ma bogaty, owocowy smak; zawartość alkoholu to 9-11.5%, cukru 1-2%, kwasowość 5-7 g/l.
- Sachino
- Barakoni
- Salkhino
- Alazani – jasnoczerwone, półsłodkie wino wytwarzane w 60% z Saperavi i w 40% z Rkatsiteli. Nazwa pochodzi od rzeki oddzielającej Gruzję od Azerbejdżanu. Klimat jest tu łagodniejszy niż w innych regionach Gruzji, dzięki czemu rosną tu najsłodsze winogrona.

### Wina wzmocnione
- Kardanakhi
- Anaga
- Sighnaghi
- Veria
- Lelo
- Marabda
- Kolkheti
- Taribana

## Kultura picia wina
Wino w Gruzji jest głównym trunkiem przy wznoszeniu toastów. Najdłuższe przemowy mogą trwać kilka minut. Za porządek i przebieg spotkania odpowiada osoba zwana tamada, którą najczęściej jest gospodarz lub najbardziej poważana osoba w grupie. Właściwie pije się pod jego komendę i nie wypada sięgać po kieliszek samodzielnie. Tamada może zainicjować wachtanguri (bruderszaft), który często pije się ze specjalnych pucharów wykonanych z rogu, o pojemności czasami przekraczającej pół litra.